# Silvianthus bracteatus
Silvianthus bracteatus  es la única especie del género monotípico Silvianthus, perteneciente a la familia Carlemanniaceae. Es originaria de Asia.

## Descripción
Son arbustos, que alcanzan un tamaño de 0,5-1 m de altura. Tiene los tallos marrón, subteretes, un poco gruesos, de 3 mm de diámetro. Herbáceas, glabras con pecíolo de 2-7 cm, delgado, aplanado, glabro; Limbo con el envés verde pálido, adaxialmente verde, la hojas elípticas, de 17-25 x 7.5 a 10.5 cm, secadas membranosas, vena media delgada, prominente en ambas superficies, venas laterales aprox. 10 pares, en arco ascendente, distintos en ambas superficies, ambas superficies glabras, la base cuneada,  margen irregular, superficialmente ondulado-dentado, ápice cortamente acuminado. Las inflorescencias en cimas axilares o terminales, poco pedunculadas o sésiles, glabras o papilosa-puberulentas; con brácteas oblongas, de 5 × 3 cm, ápice obtuso. Pedicelo de 2 mm, puberulento. Cáliz como tubo obconical, 2-3 mm de longitud y anchura; lóbulos casi iguales, oblongas a espatulado, 7-10 × (2.5-) 3   mm, ápice agudo. Corola de color blanco, acampanada de 1.2 cm, la garganta ligeramente ampliada; lóbulos suborbicular valvados. Estambres incluidos. Estilo largo, incluido. Cápsula rosada, subglobosa, 6-7 × 6-7 mm, subcarnosa, dehiscente por debajo de los lóbulos del cáliz en 5 válvulas. Con muchas semillas. Fl. primavera, fr. otoño.

## Distribución y hábitat
Se encuentra en los bosques; a una altitud de 700-900 metros en Yunnan, NE India y Birmania.

## Taxonomía
Silvianthus bracteatus fue descrita por Joseph Dalton Hooker y publicado en Hooker's Icones Plantarum 11: 36, pl. 1048. 1868.
Variedades
- Silvianthus bracteatus subsp. tonkinensis (Gagnep.) H.W. Li

Sinonimia
- Quiducia tonkinensis Gagnep.
- Silvianthus bracteatus subsp. clerodendroides (Airy Shaw) H.W. Li
- Silvianthus clerodendroides Airy Shaw
- Silvianthus tonkinensis (Gagnep.) Ridsdale[3]